# Sony Music Entertainment Netherlands
Sony Music Entertainment Netherlands is de Nederlandse tak van het internationale platenlabel Sony Music Entertainment.

## Geschiedenis
De geschiedenis van de Nederlandse afdeling van Sony Music Entertainment gaat terug tot begin jaren '60, toen in Haarlem de platenperserij annex platenlabel Artone werd gestart. Het label kreeg de licentierechten van CBS Records in handen waardoor het bedrijf snel groeide. In 1966 nam CBS een belang van 50% in Artone, waarna het een paar jaar later het bedrijf helemaal overnam. Het nieuwe bedrijf ging CBS Grammofoonplaten BV heten en omvatte een hoofdkantoor, platenperserij en hoezendrukkerij. Het bleef nog jarenlang in Haarlem gevestigd. Eind jaren '90 verhuisde het naar Hilversum.
In 2004 vormde Sony met BMG een joint venture waardoor de nieuwe naam Sony BMG ontstond. In 2008 werd deze ontbonden waarbij Sony alle aandelen van BMG kocht. De nieuwe naam van het bedrijf werd Sony Music Entertainment.
De Nederlandse afdeling heeft onder meer BLØF, Nielson, Suzan & Freek en Racoon onder contract. Het hoofdkantoor is gevestigd in de A'DAM Toren in Amsterdam.